# 毛线小精灵
《毛线小精灵》是一款由Coldwood Interactive开发，EA发行的物理解谜平台游戏。游戏于2015年6月15日在E3 2015大会上公布，2016年2月9日发行。本作的主角是由纱线制成的小型拟人生物雅尼。续作《毛线小精灵2》已于2018年6月发行。

## 游戏玩法
游戏为围绕着主角雅尼展开，它是一个由红色纱线组成的苹果大小的拟人生物。由于雅尼身材矮小，所以它探索的周围的世界中，日常的小东西看起来很大。通过使用组成其身体的纱线，雅尼可以创造桥梁、拉动东西、在物体上摆动。它的纱线是用于解决复杂难题的主要媒介。雅尼移动时，它会用打结的方式创造线条，玩家必须使用它解决难题，推动游戏发展。如果雅尼走的太远而没有收线，它会逐渐散开至基本框架。游戏中的红色纱线球可以重新填充框架。

## 故事
游戏开头，有一位老太太看着窗外，之后她调整了一名婴儿的照片，并拿起盛有毛线球的篮子上楼。在上楼时，篮子中的一个毛线球滚下来。游戏主角——由红色纱线形成的拟人生物雅尼（Yarny）——走进了屏幕中，并好奇地观察着周围的环境。据萨林所述，构成雅尼的红色纱线代表着爱，这一角色会在旅行程中逐一揭开游戏中人们所爱的东西。

## 开发
虽然开发商Coldwood以往作品的评价并不好，但《毛线小精灵》向EA的DICE展现了足够的诚意以便安排其发行。随后在EA的2015年E3发布会上，游戏开发者和创意总监马丁·萨林公布了《毛线小精灵》。
游戏本身尤其是它的美学，在其公布后受到了欢迎。VG247认为《毛线小精灵》是“EA展示的最令人印象深刻的视觉游戏”。最初的反响也引起了其与《地狱边境》和索尼的《小小大星球》系列的比较。游戏使用索尼的PhyreEngine引擎制作，开发商表示已在PlayStation 4和Xbox One平台开发。2015年12月14日，EA宣布游戏将于2016年2月9日在全球发布。
游戏的背景和难题受到了瑞典于默奥景观的启发。萨林在瑞典北部的一次家庭露营之旅中汲取灵感，用轮胎钢丝和纱线做了一个雅尼娃娃。 
2016年1月21日，在申请遭到美国专利局的拒绝后，EA放弃了“Unravel”的商标。尽管如此，EA确认游戏将保留“Unravel”的名称。

## 评价
《毛线小精灵》获得了积极的评价。根据评分汇总网站GameRankings和Metacritic的统计，PlayStation 4版得分分别为79.68%和78/100，Xbox One版分别为76.16%和76/100。